# Marshalltown
La  ville de Marshalltown est le siège du comté de Marshall au centre de l’Iowa, sur les rives de la rivière Iowa, aux États-Unis. Sa population s’élevait à 27 552 habitants lors du recensement de 2010, estimée à 27 328 habitants en 2016.

## Histoire
La localité a été fondée en 1853 par Henry Anson sous le nom de Marshall, d’après la ville de Marshall, dans l’Illinois. Il existait déjà une localité nommée Marshall dans l’Iowa, le nom a donc été changé en Marshalltown.

## Démographie

### Jumelages
- Minami-Alps (Japon)
- Boudionnovsk (Russie)